# Schloss Litschau

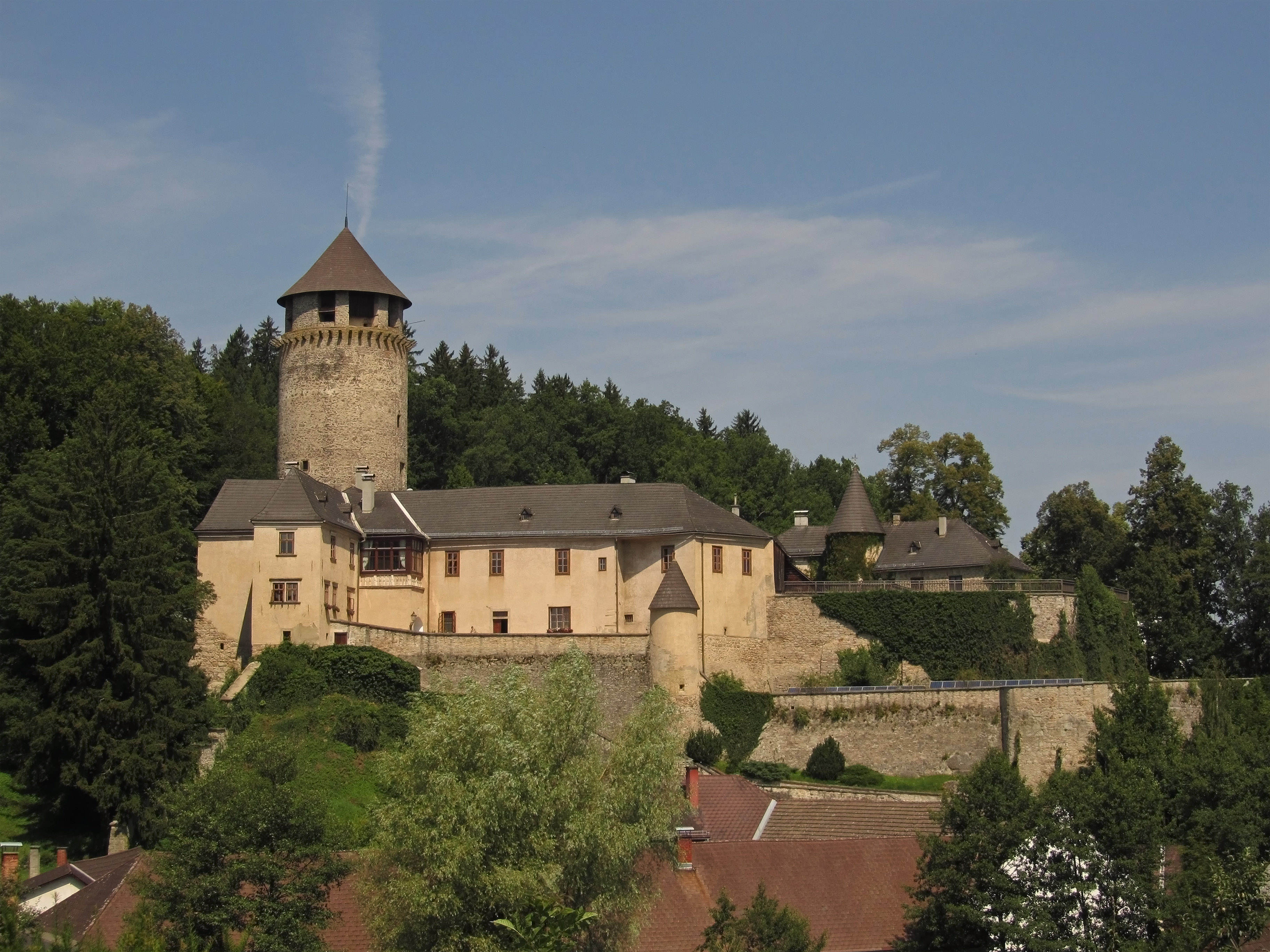
Schloss Litschau

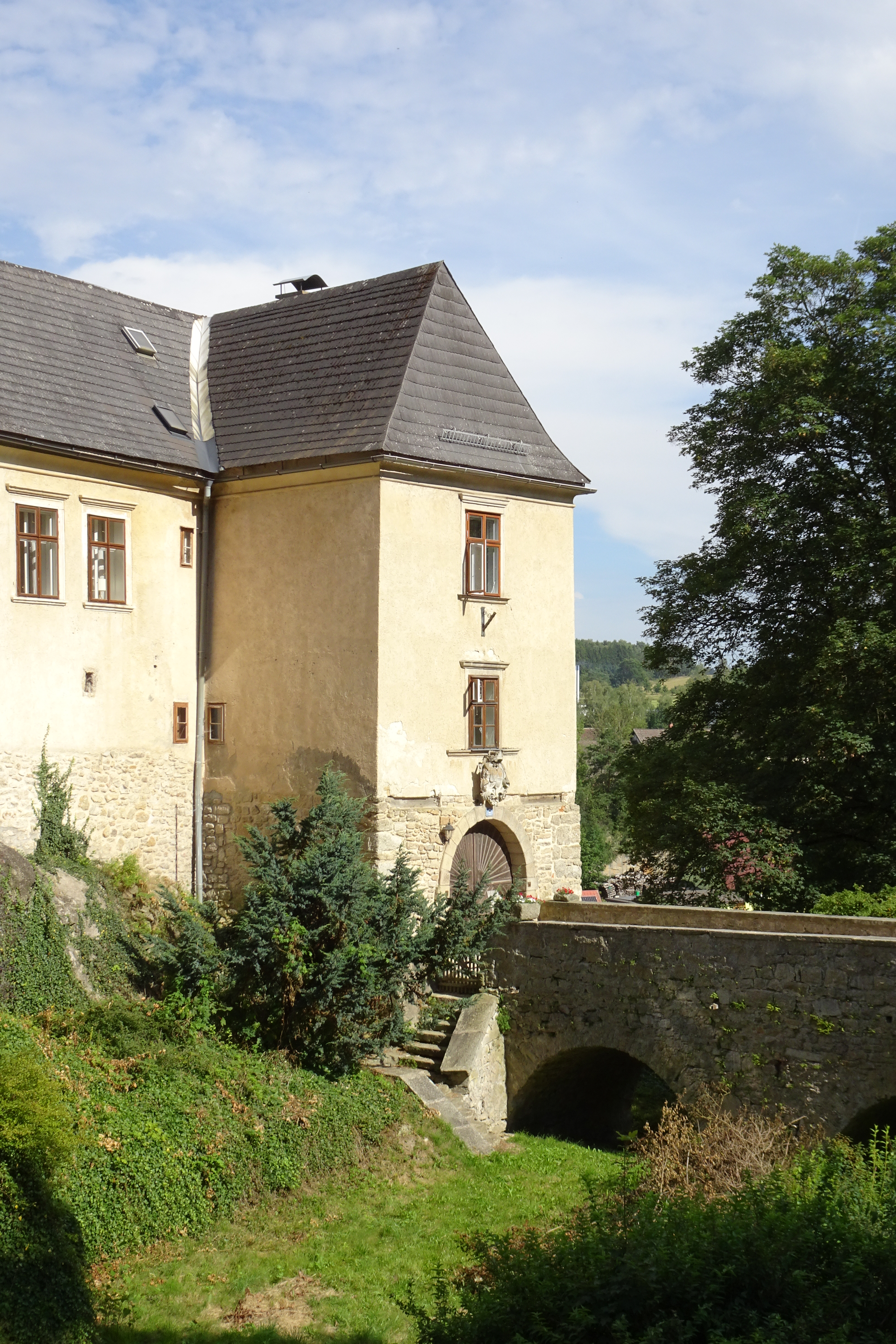
Eingangstrakt mit der Brücke über den Graben

Schloss Litschau befindet sich in der Stadtgemeinde Litschau im niederösterreichischen Bezirk Gmünd im Waldviertel. Das Schloss ist seit 1763 im Besitz der Familie Seilern-Aspang und ist nicht öffentlich zugänglich.

## Geschichte
Auf der mittelalterlichen Fernstraße nach Böhmen liegend, geht die Gründung von Litschau, der nördlichsten Stadt Österreichs, auf eine erstmalige urkundliche Erwähnung im Jahr 1215 zurück. Das Adelsgeschlecht der Hirschberger dürfte Besitzer der damaligen Wehranlage gewesen sein, deren Bestand seit 1260 urkundlich bestätigt wurde. Der Baubestand gibt jedoch eine Wehranlage bereits im zweiten Viertel des 13. Jahrhunderts, also etwas früher, an. Demnach sollen 1237 bis 1297 die Kuenringer im Besitz der Herrschaft Litschau gewesen sein. Danach war sie im Besitz des Landesfürsten Herzog Albrecht I, der sie jedoch verpfändete. 1348 erwerben die Herrn von Puchheim Schloss Litschau. Ab 1470 gelangt das Schloss in den Besitz von Ulrich von Grafenegg, der es jedoch zwei Jahre später an Kaiser Friedrich III. abgeben muss. 1542 kommt die Anlage an die Freiherrn von Kraig. 1587 wird die Herrschaft Litschau an Freiherrn Wenzel Morakschi von Noskau übergeben, der es als "Bauernjäger" zu einer gewissen (traurigen) Berühmtheit brachte.
Zu Beginn des Dreißigjährigen Krieges ist das Schloss bis 1620 in böhmischer Hand; 1645 wird es vergeblich von den Schweden belagert.
Von 1687 bis 1763 befanden sich Burg und Herrschaft Litschau im Besitz der Reichsgrafen Kuefstein. Am 12. Mai 1687 hatte Hans Georg IV. von Kuefstein die Herrschaft Litschau samt den beiden landesfürstlichen Lehensgütern Reingers und Reitzenschlag von Isabella Maria Ottokolek von Augezd um 45.000 Gulden erworben; dazu erwarb er im selben Jahr auch das Gut Grünau. Nach seinem Tod 1699 ging diese an dessen Witwe Anna Franziska, geb. Freiin Hocher von Hohenkrän, über. Die in der Litschauer Herrschaftsgeschichte als stiftungsfreudig in Erinnerung gebliebene Gräfin – sie stiftete unter anderem eine Bruderschaft und ein Spital – starb 1722 in Litschau, und ihr Sohn Johann Anton I. übernahm die Herrschaft. Als derselbe 1740 (ebenfalls in Litschau) starb, ging die Herrschaft an dessen Witwe Maria Antonia, geb. Gräfin von Rottal, über. 1754 übergab sie diese ihrem Sohn Johann Anton II., welcher bereits 1757 starb und einen 3½-jährigen Sohn, Johann Franz Anton, hinterließ. Aufgrund der Minderjährigkeit des Erben wurde die Herrschaft von dessen Stiefvater Johann Philipp von Diller verwaltet, ab 1761 von Graf Johann Franz von Fünfkirchen. Mittlerweile war bereits eine massive Verschuldung des Besitzes eingetreten, sodass dieser 1763 schließlich verkauft werden musste, und zwar an den Reichsgrafen Christian August von Seilern und Aspang. Dessen Nachfahren gehört Schloss Litschau noch heute. Von 1770 bis 1874 bestand auch eine Glashütte, die Gräflich von Seilern'sche Glasfabrik am Galthof.
Die ursprüngliche mittelalterliche Burg Litschau (Typus Höhenburg), die als solche auf den bildlichen Quellen des 17. und 18. Jahrhunderts erkennbar ist, präsentierte sich in der ersten Hälfte des 18. Jahrhunderts als Ensemble, bestehend aus einer mittelalterlichen Hochburg mit Bergfried und einer ihr vorgelagerten Vorburg (aus dem 16. bzw. 17. Jahrhundert), mit Altane gegen die Stadt und einem Turm mit barocker Zwiebelhaube. Zwischen 1722 und 1745 fanden unter den Kuefstein Umbaumaßnahmen an der Burg statt. Um 1800 setzte ein Verfall der Hochburg ein; eine bildliche Quelle aus dem Jahr 1817 zeigt diese bereits als Ruine. Schweickhardt liefert 1839 eine detaillierte Beschreibung der Ruine und beklagt, dass bereits im Jahr 1789 das Dach von Hochburg und Bergfried sehr schadhaft gewesen, allerdings nicht ausgebessert worden sei. Schließlich sollten nur die Vorburg sowie der Bergfried der Hochburg (1911 bzw. 1912 neu bedacht) in der ursprünglichen Gestalt erhalten bleiben (heute „Altes Schloss“ genannt). Die Ruine der Hochburg blieb das gesamte 19. Jahrhundert hindurch eine architektonische Markante der Stadt; nachdem um 1850 die einsturzgefährdeten Teile abgebrochen worden waren, wurde die bestehen gebliebene Bausubstanz ab 1888 (bis um 1910) renoviert und teilweise wieder aufgebaut.
In der ersten Hälfte des 18. Jahrhunderts befand sich in der Vorburg die private Kapelle der Herrschaft, welche eine päpstliche Messlizenz, aber nicht immer einen eigenen Kaplan besaß. 1723 berichtet ein Visitator vom Hauskaplan Anton Amigoni, einem 1698 geborenen Görzer, der sich mehr dem Müßiggang denn der Seelsorge hingab und zudem nicht deutsch sprach. Von 1730 bis 1760 wirkte Johann Paul Krall als Hofkaplan der Kuefstein an der Kapelle, der sich kurz vor seinem Tod an der Litschauer Kirche ein Requiem sowie ein Libera stiftete. Als Krall im November 1760 im Alter von ca. 60 Jahren starb, wurde er – offenbar auf Veranlassung der Gräfin Antonia von Kuefstein – in der Litschauer Kirche, in der Gruft vor dem mittleren Altar zu den Heiligen Drei Königen, gratis beigesetzt. Im Jahr 1765 war die Kapelle bereits aufgelassen; in der Folge sollte sie zu Wohnräumen umgestaltet werden.

## Architektur
Am westlichen Ende des Litschauer Stadtplatzes thront das Schloss auf einem Felsen. Das heutige Erscheinungsbild wird durch mehrere Erweiterungen, die im Laufe der Zeit vorgenommen wurden, geprägt. So bestehen neben der eigentlichen Kernburg an der höchsten Stelle des Felsens noch das nebenan stehende so genannte Neue Schloss aus dem 18. Jahrhundert, ein am Fuß des Felsens errichteter Meierhof sowie mehrere Wirtschaftsbauten. Es handelt sich daher um eine unregelmäßig angelegte Anlage. Besonders fällt der große runde Bergfried auf. Ab ungefähr 1589 erfolgte der Umbau zu einem Renaissanceschloss.

## Heutige Nutzung
Das Schloss wird für die Forst- und Gutsverwaltung genutzt und privat bewohnt. Es ist nicht öffentlich zugänglich.

## Neues Schloss

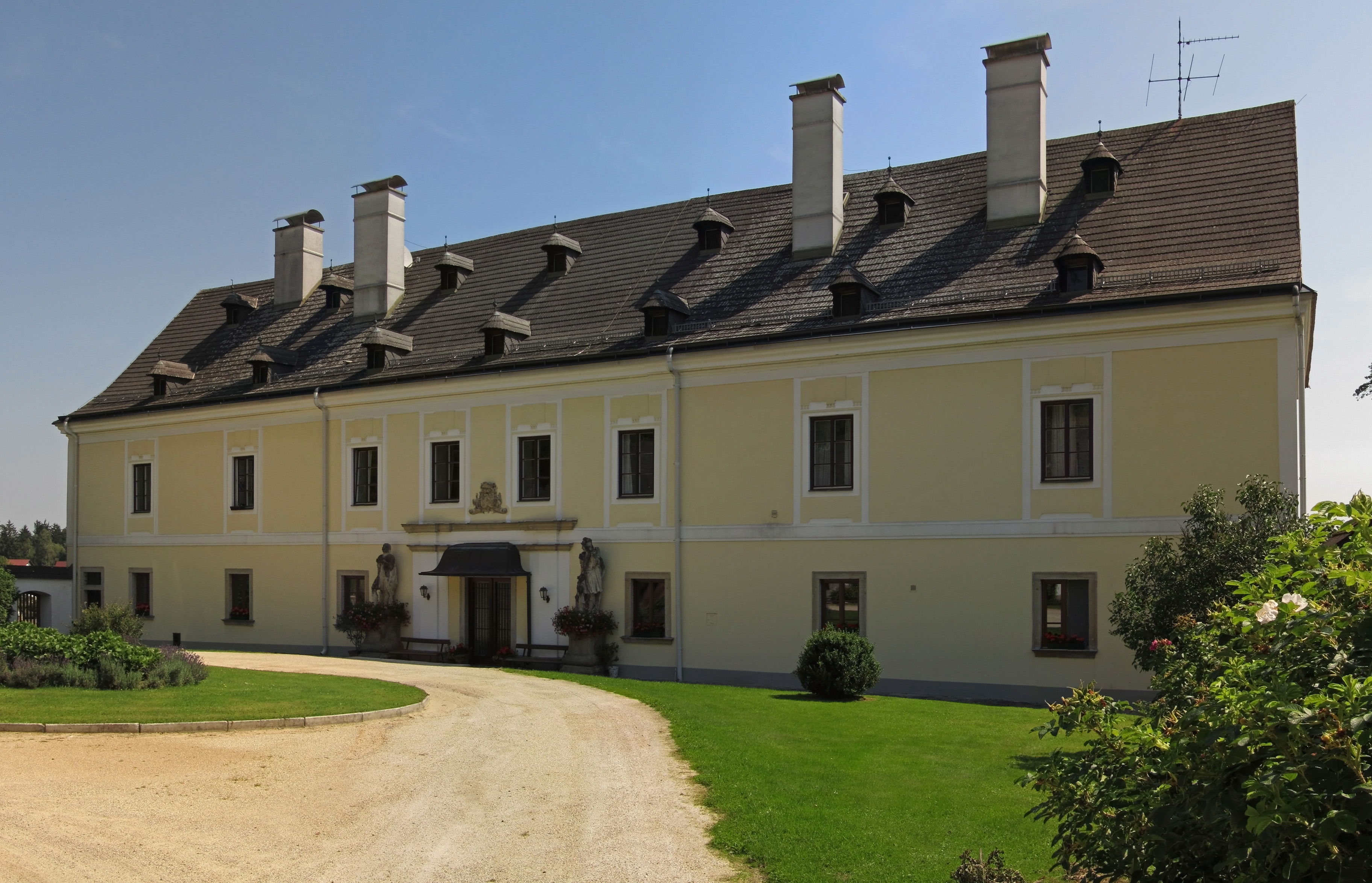
Neues Schloss Litschau

Das auf der anderen Seite des Burggrabens befindliche, Anfang des 18. Jahrhunderts errichtete barocke Gebäude, welches ursprünglich im Erdgeschoß das herrschaftliche Spital sowie das Oberamt beherbergte und dessen oberes Stockwerk als Schüttkasten diente, wurde infolge des Verfalls der Hochburg Ende des 18. Jahrhunderts bzw. zu Beginn des 19. Jahrhunderts als „Neues Schloss“ zu Wohn- und Verwaltungszwecken adaptiert, und die Pfründner wurden in ein anderes Gebäude ausgelagert.
Gegen Ende des Zweiten Weltkrieges wurde das Neue Schloss von russischen Besatzungstruppen ausgeplündert und im Inneren teilweise zerstört. Die Familie Seilern-Aspang bezog es nach ihrer Vertreibung von Schloss Lešná als Hauptwohnsitz.